# Antoine Barnave
Antoine Pierre Joseph Marie Barnave (Grenoble, 22 ottobre 1761 – Parigi, 29 novembre 1793) è stato un politico e oratore francese, componente dell'Assemblea Nazionale Costituente e membro del Club dei Foglianti.

## Il Delfinato
Cresciuto in un'antica famiglia protestante dell'alta borghesia di Grenoble, figlio di un avvocato al parlamento del Delfinato, segue gli studi di legge e diventa avvocato a 22 anni (1783). All'epoca del conflitto tra il parlamento e il governo nel 1788, pubblica un pamphlet in favore dei parlamentari. Questo scritto lo rende popolare, è delegato all'assemblea di Vizille (stato del Delfinato) e si fa conoscere per uno scritto, l'Esprit des Édits, che ottenne un grande successo.

## L'Assemblea
In seguito viene eletto deputato del Terzo Stato agli Stati Generali del 1789, dove si rivela brillante oratore e diventa il portaparola della borghesia liberale. Raggiunge per la sua eloquenza e il suo ardente amore per la libertà un'altissima influenza e una grande popolarità. All'Assemblea costituente, figura uno dei capi della "sinistra" e si oppone con Lameth e Duport (il "triumvirato"), a La Fayette e a Mirabeau. Assume la presidenza dell'assemblea nell'ottobre del 1790. La sua popolarità raggiunge il suo apogeo. Ma le discussioni sullo statuto delle "persone di colore" nelle colonie francesi gli fanno perdere questa popolarità. Si mostra ostile a che si accordi loro il diritto di cittadino. Non può più frequentare il circolo dei Giacobini di cui è uno dei fondatori e combatte il diritto di veto concesso al re.

## La fuga del re

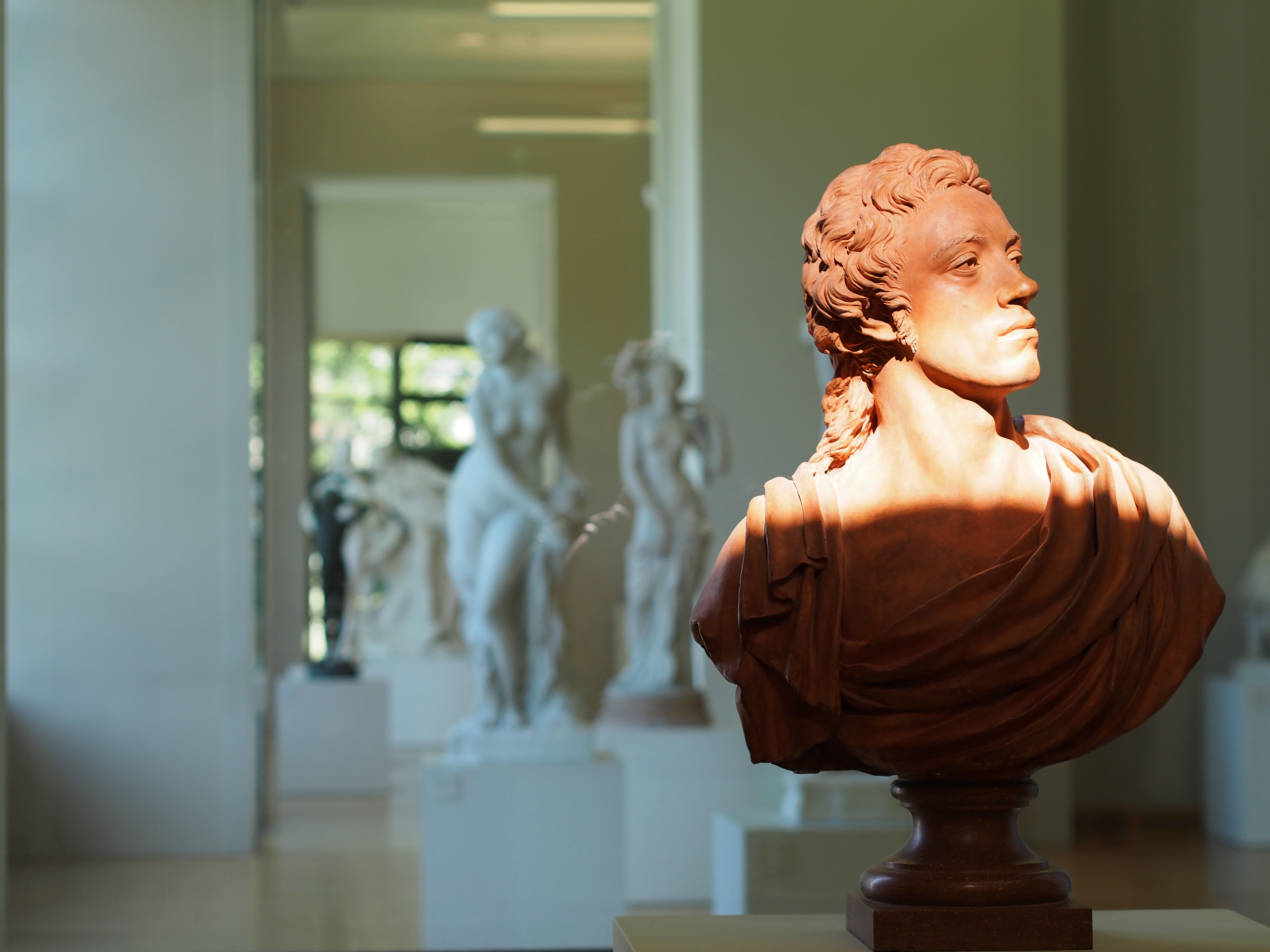
Busto di Barnave, Museo di Grenoble (Francia).

Dopo il tentativo di fuga di Luigi XVI, arrestato a Varennes, dove è inviato dall'Assemblea, in compagnia di Pétion e di La Tour-Mauborg, per riportare la famiglia reale a Parigi, Barnave è colpito dalle disgrazie di Maria Antonietta; il che lo rende come un disertore della causa del popolo. Inizia con Maria Antonietta una corrispondenza segreta. Si era riavvicinato da alcuni mesi a Mirabeau (morto in aprile). Raggiunge allora i monarchici costituzionalisti del club dei Foglianti, attirandosi l'odio del popolo parigino e della Montagna, che denunciano «Barnave nero dietro, e bianco davanti». Il 15 luglio 1791 pronuncia davanti all'assemblea un discorso sull'«L'inviolabilità del sovrano, la separazione dei poteri e il termine della Rivoluzione francese». Sostiene la costituzione del 1791 e consiglia in segreto la regina Maria Antonietta tentando di salvare la monarchia.

## La fine
Si ritira a Grenoble dopo la chiusura dell'Assemblea costituente e, il 10 agosto 1792, la sua compromettente corrispondenza con la regina viene scoperta nell'armoire de fer nell'appartamento del re al palazzo delle Tuileries. Viene arrestato il 19 agosto 1792 e trasferito a Parigi dove quindici mesi più tardi, sotto il Terrore, appare davanti al Tribunale rivoluzionario, viene condannato a morte e ghigliottinato il 29 novembre 1793. Fu sepolto al cimitero della Madeleine a Parigi dove oggi sorge la Chapelle expiatoire, costruita sulle prime sepolture di Luigi XVI e Maria Antonietta, e dove Barnave è ricordato con un cenotafio.

## L'opera
In prigione, aveva scritto De la Révolution et de la Constitution, opera di notevole intelligenza e lungimiranza che fu pubblicata solo nel 1843 con il titolo Introduction à la Révolution française, (i suoi manoscritti sono stati pubblicati da M. Bérenger con il titolo Œuvres de Barnave, e ristampati a più riprese dopo il 1960).